# Safa Hasan
Safa Hasan (en árabe: صفاء حسن‎; 14 de julio de 1986) es una deportista egipcia que compite en levantamiento de potencia adaptado. Ganó una medalla de bronce en los Juegos Paralímpicos de París 2024, en la categoría de –79 kg.

## Palmarés internacional
| Juegos Paralímpicos | Juegos Paralímpicos | Juegos Paralímpicos | Juegos Paralímpicos |
| Año                 | Lugar               | Medalla             | Categoría           |
| ------------------- | ------------------- | ------------------- | ------------------- |
| 2024                | París (Francia)     | Medalla de bronce   | –79 kg              |